# Miguel Ignacio Cosculluela
Miguel Ignacio de Cosculluela (Pamplona, 14 de noviembre de 1763 - ¿Pamplona? después de 1809) fue un impresor y librero afincado de Pamplona, España, activo desde 1794, tras la muerte de su padre Benito Cosculluela, hasta al menos 1809, cuando se tiene la última noticia de su trabajo como impresor. Su actividad, débil y corta, contrasta con la que había tenido su padre como impresor y editor. No tuvo hijos, lo que explicaría la extinción del negocio fundado por su padre en 1774. Debió de morir después de 1809.

## Vida
Nació en Pamplona en 1763, hijo primogénito de Benito Cosculluela y de María Josefa Echalecu.
Se casó a los treinta años con María Concepción Barbarin, natural de Mendavia, sin relación familiar con el negocio de imprenta. Ella aportó como dote 9600 reales, una cantidad que apunta a la buena posición económica de su familia. El matrimonio no tuvo hijos
El año de su boda (1793) Miguel Ignacio firma unas capitulaciones con sus progenitores en las que se compromete a vivir con su esposa en la casa paterna y a cuidar de sus padres. En el caso de fallecimiento de Benito, como sucedió al año siguiente, la madre, María Josefa Echalecu, quedaría como usufructuaria del negocio familiar, en tanto que Miguel Ignacio se haría cargo de su gestión y, en su día, tras la muerte de ella, sería el propietario. Se da la circunstancia de que su hermano menor, Tadeo, se había emancipado un año antes de las capitulaciones y se había instalado en Veracruz (México) dedicado al comercio; en tanto que la hermana, María Josefa, permaneció en la casa paterna hasta su muerte en 1796, cuando contaba 18 años.
El nuevo matrimonio se instala en la vivienda familiar, sita en la calle Estafeta con salida también a la plaza del Castillo; aquí se encuentran la imprenta y la librería. En 1805 Miguel Ignacio se ha trasladado al número 16 de la calle Mercaderes: la librería se encuentra en la planta baja y la imprenta en un «desván o azotea». En 1808 en un pleito sobre arriendo de un inmueble figura únicamente como «mercader de libros», aunque se sabe que mantenía el taller de imprenta.
Llama la atención que firma la mayoría de sus trabajos de impresor como «Miguel de Cosculluela» o «Miguel Ignacio de Cosculluela», mientras que su padre lo hacía como “Benito Cosculluela”. Este detalle revelaría su interés por destacar socialmente, apoyado en la posición económica que había heredado y que había consolidado con su matrimonio.

## Imprenta
En el pie de imprenta de un trabajo menor salido del taller el mismo año del fallecimiento de Benito Cosculluela (1794) se lee: «En la imprenta de la Viuda de Benito Cosculluela y Miguel Ignacio, su hijo». Sin embargo, en lo sucesivo figurará “Miguel de Cosculluela”. 

### Producción de libros
Miguel Ignacio de Cosculluela imprime libros en un periodo corto (1795-1802) en el que salen a la luz nueve obras, de las cuales siete corresponden al bienio 1797-1798. Contrasta su débil actividad con la de su padre, Benito. No se conoce a ciencia cierta el motivo por el que dejó el negocio de imprenta con menos de cincuenta años.
| Producción de libros de la imprenta de Miguel Ignacio de Cosculluela (1795-1802) |
| -------------------------------------------------------------------------------- |
|                                                                                  |

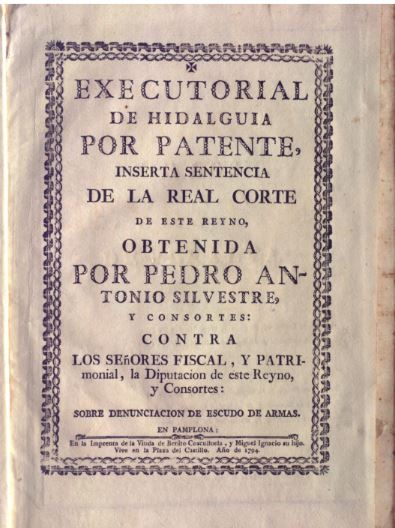
Único impreso en el que figuran "La Viuda de Benito Cosculluela y Miguel Ignacio su hijo" (1794)

Trabaja para el Reino y de esta manera en 1797 publica el Cuaderno de leyes aprobadas por las Cortes de Navarra celebradas en ese año. En 1797 imprime el tomo VII del Teatro histórico de las iglesias del reyno de Aragón, escrito por el capuchino Ramón de Huesca. Al año siguiente reimprime los cuadernos de las Cortes de 1743, 1757 y 1781, que se habían agotado. Entre 1797 y 1798 también imprime para el clérigo alavés Joaquín José de Landázuri dos tomos en cuarto sobre la historia eclesiástica de ese territorio.
En torno a 1800 Miguel Ignacio compite en la capital navarra con cinco «impresores y comerciantes de libros»:  María Ramona Echeverz, viuda de José Miguel Ezquerro; Francisca Ardanaz, viuda de José Longás y su hijo Paulino; Joaquín Domingo; Javier Gadea y Carlos Martínez. Con todos ellos, la demanda de trabajos de imprenta, encuadernación y la venta de libros y de material de escritura estaba suficientemente atendida.

### Trabajos menores
El ayuntamiento de Pamplona es un cliente habitual de su imprenta y librería, como lo había sido anteriormente de su padre Benito. Le imprime formularios, circulares y carteles; encuaderna los libros de cuentas y actas, y le provee de papel y «libros en blanco». Sin embargo, se advierte que la facturación va decreciendo con el paso de los años; así en 1797 fue de 302 reales y en 1800 de solo 36, lo que coincide con el declive de su actividad como impresor.
En cuanto al trabajo de encuadernador, entre 1795 y 1796 arregla 30 libros para el cabildo de la catedral de Pamplona.
El Consejo Real de Navarra, por su parte, a final de siglo le encarga la impresión de numerosas reales órdenes. Se trata de trabajos menores que sin embargo daban prestigio al taller por proceder de una de las instituciones políticas más relevantes del reino de Navarra.
En plena guerra de la Independencia, imprime con mala calidad tipográfica un periódico de Madrid con fecha de 23 de enero de 1809 con la noticia de la entrada el día anterior en la capital de España del «Rey N. Señor José Napoleón I, que Dios Guarde». Este es el último trabajo conocido de Miguel Ignacio de Cosculluela.

## Galería de imágenes

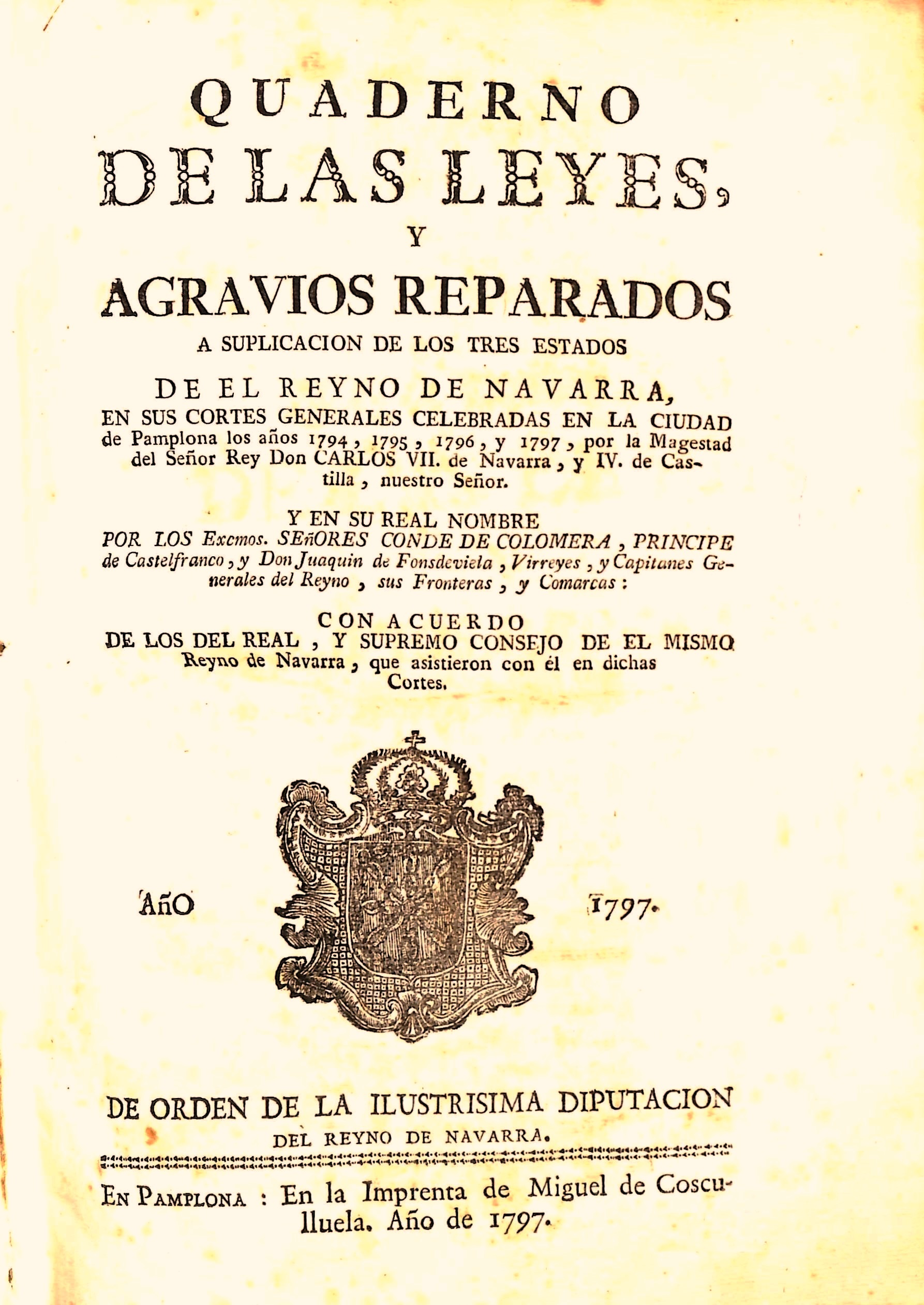
Portada del Cuaderno de las Cortes de 1797 con un escudo del reino de inspiración rococó
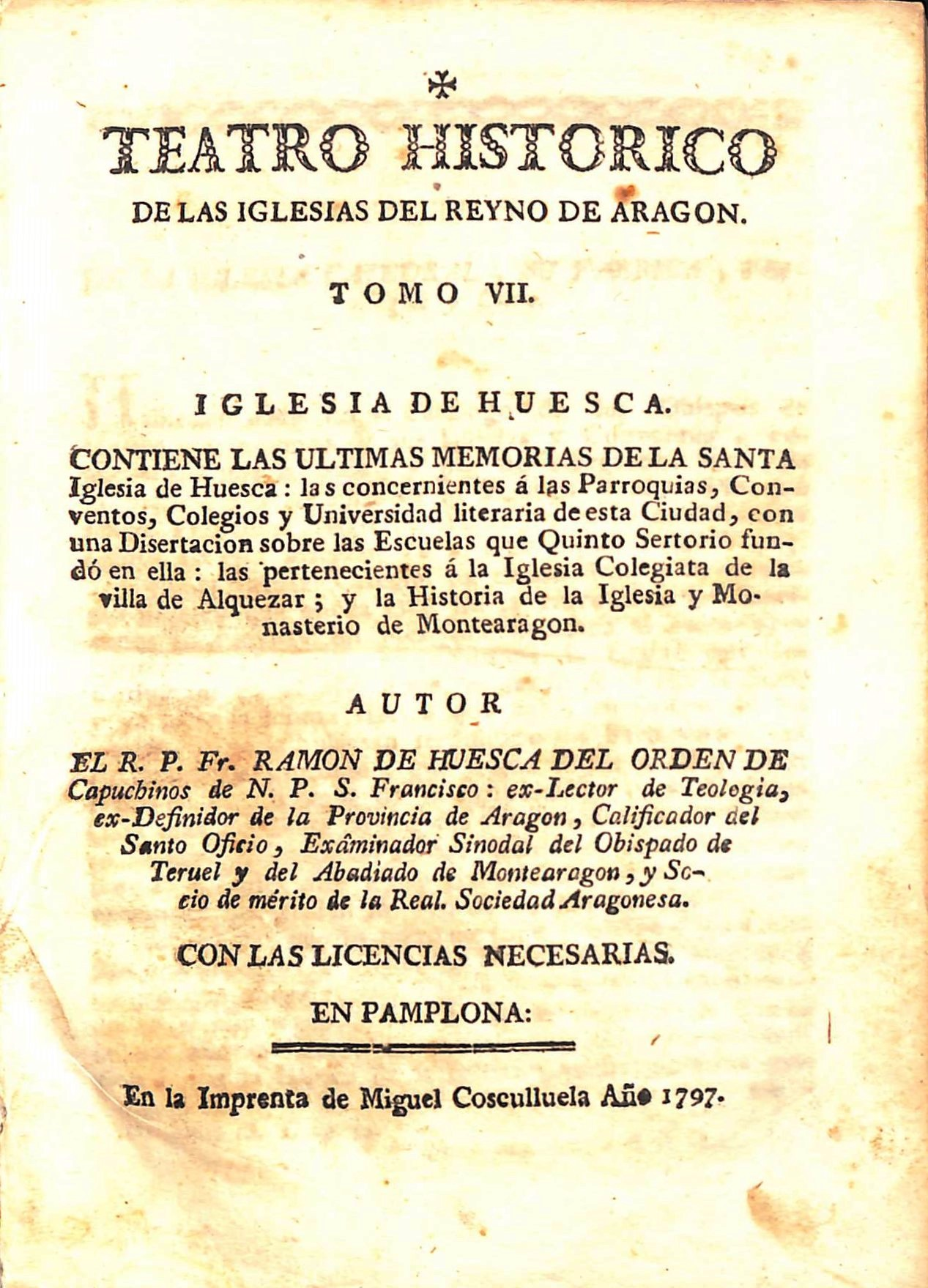
Tomo VIII de la Historia de las iglesias de Aragón, impreso en 1797 por "Miguel de Cosculluela"
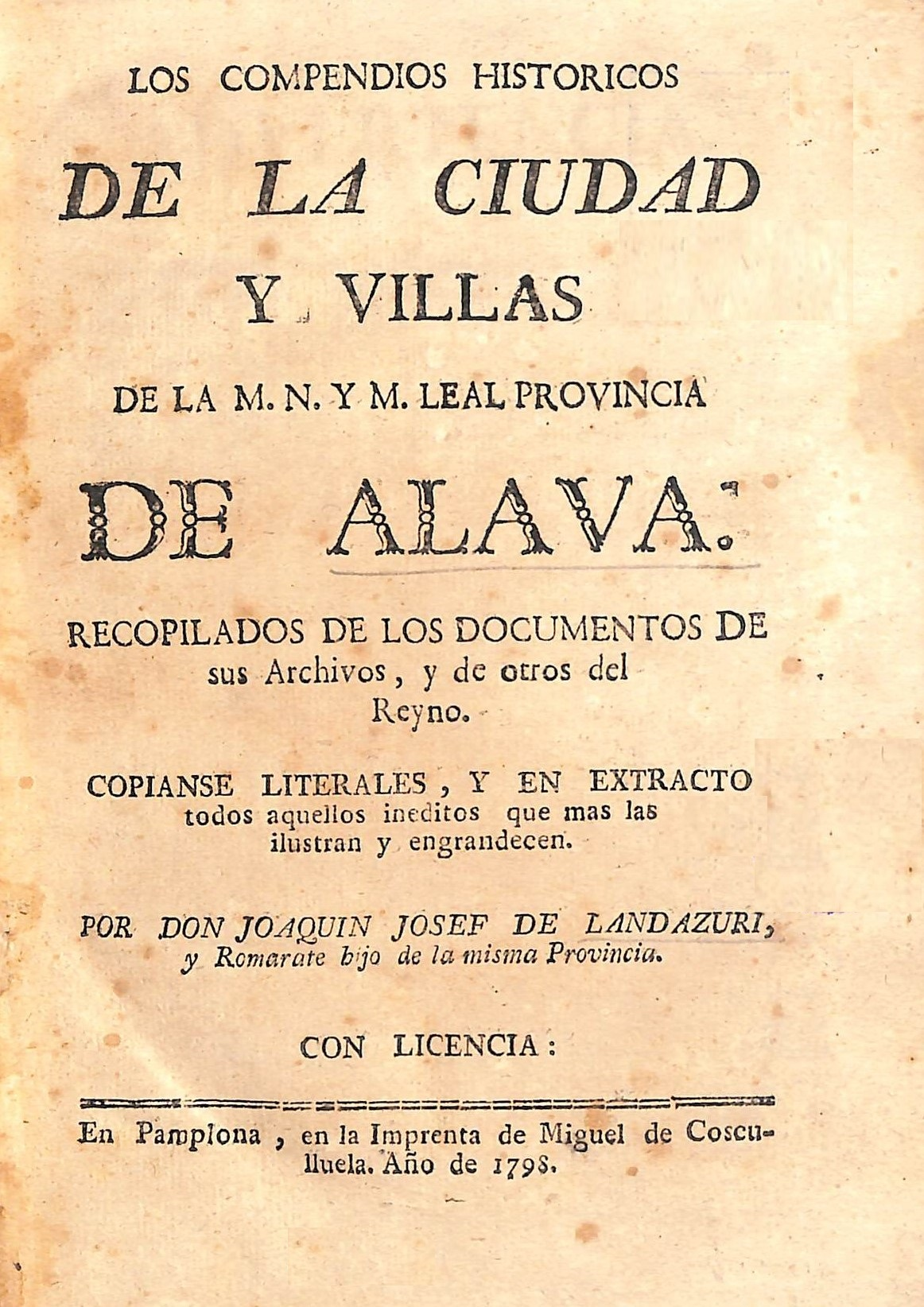
Historia de las ciudades de Álava, impresa en 1798 por "Miguel Ignacio de Cosculluela"
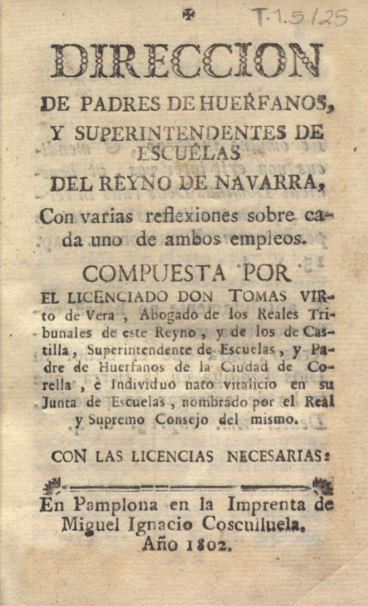
Consideraciones sobre cargos escolares impreso por "Miguel Ignacio Cosculluela" (1802)
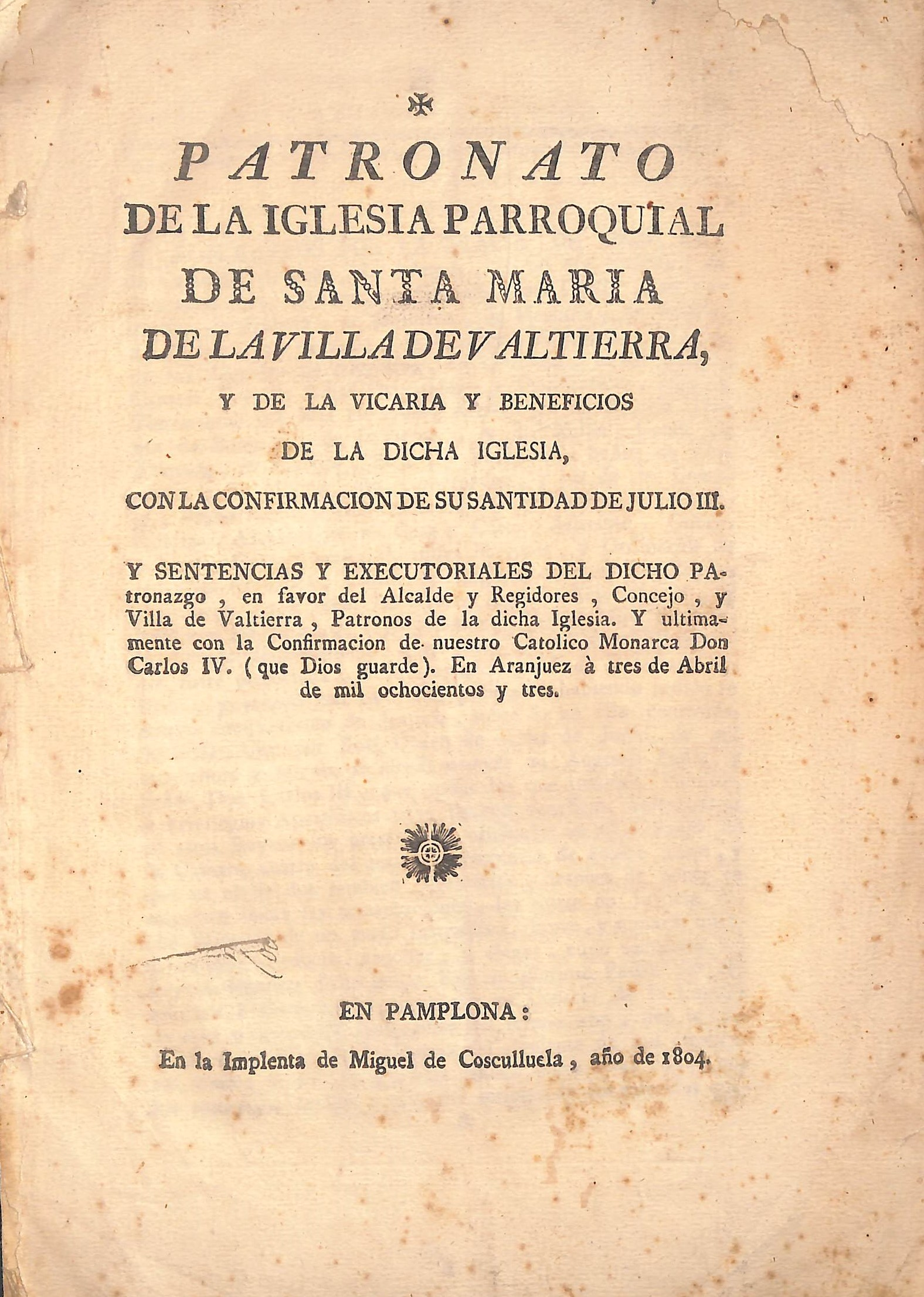
Portada con tipografía clásica sobre el patronato de la parroquia de Valtierra (1804)
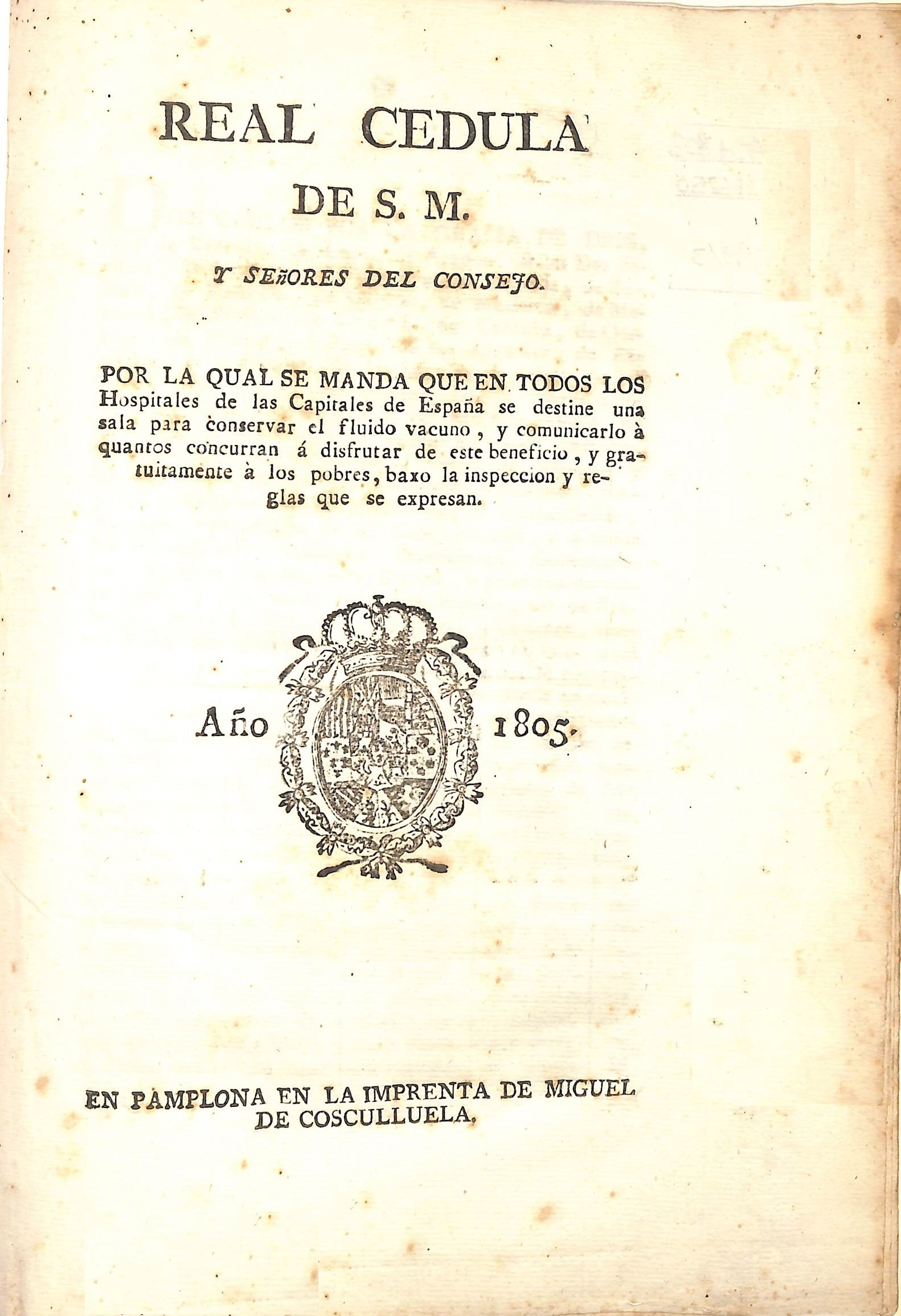
Real Cédula de 1805 relativa a la conservación y dispensación del "fluido vacuno"